# Odontobutis potamophila
Odontobutis potamophila — вид риб родини головешкових (Odontobutidae). Прісноводна бентопелагічна риба, сягає 11,2 см довжини. Поширені в водах Китаю і В'єтнаму.